# Groléjac
Groléjac est une commune française située dans le département de la Dordogne, en région Nouvelle-Aquitaine.

## Géographie

### Généralités
En Périgord noir, dans le quart sud-est du département de la Dordogne, la commune de Groléjac est située très majoritairement en rive gauche de la Dordogne. Seule une zone d'une vingtaine d'hectares autour du lieu-dit le Peyrou est en rive droite. C'est une commune rurale qui fait partie de l'aire d'attraction de Sarlat-la-Canéda, zonage d’étude défini par l'Insee, qui a remplacé en 2020 l'aire urbaine de Sarlat-la-Canéda dont elle faisait partie.
Traversé par la route départementale (RD) 704, le bourg de Groléjac se situe, en distances orthodromiques, dix kilomètres au sud-est de Sarlat-la-Canéda et dix-sept kilomètres au sud-ouest de Souillac.
La commune est également desservie par la RD 50.
Entre Domme et Saint-Cirq-Madelon, le sentier de grande randonnée GR 64 traverse le territoire communal sur six kilomètres. En provenance de Carsac-Aillac, sa variante le GR 64B franchit la Dordogne, passe par le bourg et rejoint le GR 64 près du lieu-dit la Mouline.

### Communes limitrophes
Groléjac est limitrophe de six communes dont deux dans le département du Lot. Milhac est limitrophe à l'est par un quadripoint.
|       | Carsac-Aillac | Veyrignac                |
| Domme | Groléjac      | Milhac (Lot)             |
|       | Nabirat       | Saint-Cirq-Madelon (Lot) |

### Géologie et relief

#### Géologie
Situé sur la plaque nord du Bassin aquitain et bordé à son extrémité nord-est par une frange du Massif central, le département de la Dordogne présente une grande diversité géologique. Les terrains sont disposés en profondeur en strates régulières, témoins d'une sédimentation sur cette ancienne plate-forme marine. Le département peut ainsi être découpé sur le plan géologique en quatre gradins différenciés selon leur âge géologique. Groléjac est située dans le troisième gradin à partir du nord-est, un plateau formé de calcaires hétérogènes du Crétacé.
Les couches affleurantes sur le territoire communal sont constituées de formations superficielles du Quaternaire datant du Cénozoïque et de roches sédimentaires du Mésozoïque. La formation la plus ancienne, notée c3b-c, date du Coniacien moyen à supérieur, composée de calcaires bioclastiques grossiers et quartzeux jaunes à bryozoaires et gastéropodes, à niveaux gréseux (formation des Eyzies). La formation la plus récente, notée Fy3-z, fait partie des formations superficielles de type alluvions subactuelles à actuelles. Le descriptif de ces couches est détaillé dans  les feuilles « no 808 - Sarlat-la-Canéda » et « no 832 - Gourdon » de la carte géologique au 1/50 000 de la France métropolitaine, et leurs notices associées,.

Carte géologique de Groléjac.

#### Relief et paysages
Le département de la Dordogne se présente comme un vaste plateau incliné du nord-est (491 m, à la forêt de Vieillecour dans le Nontronnais, à Saint-Pierre-de-Frugie) au sud-ouest (2 m à Lamothe-Montravel). L'altitude du territoire communal varie quant à elle entre 61 m et 282 m,.
Dans le cadre de la Convention européenne du paysage entrée en vigueur en France le 1er juillet 2006, renforcée par la loi du 8 août 2016 pour la reconquête de la biodiversité, de la nature et des paysages, un atlas des paysages de la Dordogne a été élaboré sous maîtrise d’ouvrage de l’État et publié en octobre 2020. Les paysages du département s'organisent en huit unités paysagères et 14 sous-unités. La commune fait partie du Périgord noir, un paysage vallonné et forestier, qui ne s’ouvre que ponctuellement autour de vallées-couloirs et d’une multitude de clairières de toutes tailles. Il s'étend du nord de la Vézère au sud de la Dordogne (en amont de Lalinde) et est riche d’un patrimoine exceptionnel.
La superficie cadastrale de la commune publiée par l'Insee, qui sert de référence dans toutes les statistiques, est de 12,28 km2,,. La superficie géographique, issue de la BD Topo, composante du Référentiel à grande échelle produit par l'IGN, est quant à elle de 12,31 km2.

### Hydrographie

#### Réseau hydrographique
La commune est située dans le bassin de la Dordogne au sein du Bassin Adour-Garonne. Elle est drainée par la Dordogne, la Germaine, la Courrégude et par un petit cours d'eau, qui constituent un réseau hydrographique de 9 km de longueur totale,.
La Dordogne, d'une longueur totale de 483,1 km, prend naissance sur les flancs du puy de Sancy (1 885 m), dans la chaîne des monts Dore, traverse six départements dont la Dordogne dans sa partie sud, et conflue avec la Garonne à Bayon-sur-Gironde, pour former l'estuaire de la Gironde,. Elle arrose le nord de la commune sur près de deux kilomètres, la bordant sur un kilomètre et demi, face à Carsac-Aillac.
La Germaine, ou Marcillande dans sa partie amont, d'une longueur totale de 14,96 km, prend sa source dans le Lot dans la commune de Gourdon et se jette dans la Dordogne en rive gauche sur la commune, un kilomètre au nord-ouest du bourg, face à Carsac-Aillac,. Elle traverse la commune du sud au nord sur trois kilomètres et demi.
Autre affluent de rive gauche de la Dordogne, la Courrégude prend sa source sur le territoire communal au nord-ouest qu'elle baigne sur près de 800 mètres.

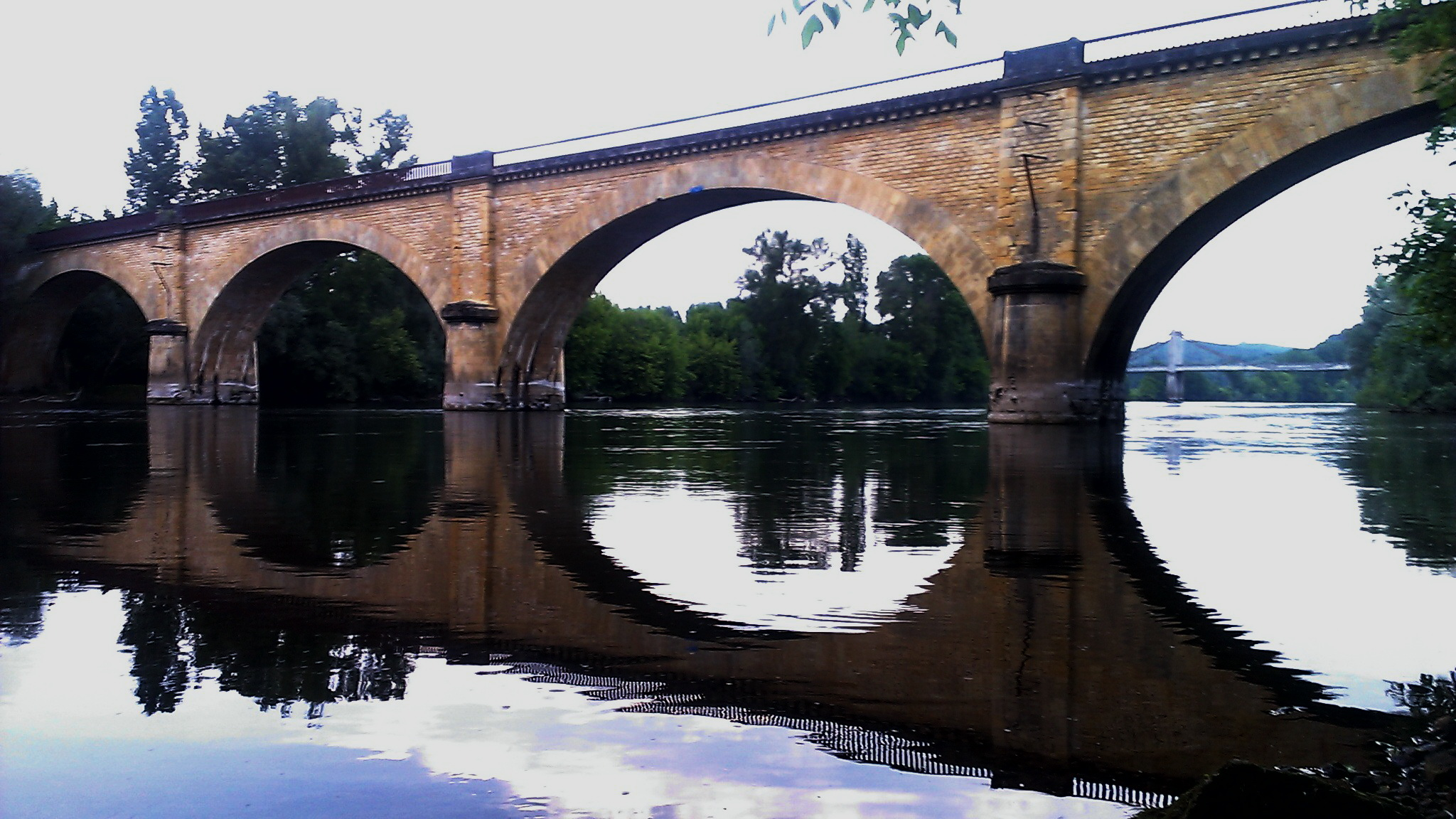
L'ancien pont ferroviaire sur la Dordogne entre Groléjac et Carsac-Aillac.
Réseaux hydrographique et routier de Groléjac.

#### Gestion et qualité des eaux
Le territoire communal est couvert par le schéma d'aménagement et de gestion des eaux (SAGE) « Dordogne amont ». Ce document de planification, dont le territoire s'étend des sources de la Dordogne jusqu'à la confluence de la Vézère à Limeuil, d'une superficie de 9 700 km2 est en cours d'élaboration. La structure porteuse de l'élaboration et de la mise en œuvre est l'établissement public territorial de bassin de la Dordogne (EPIDOR). Il définit sur son territoire les objectifs généraux d’utilisation, de mise en valeur et de protection quantitative et qualitative des ressources en eau superficielle et souterraine, en respect des objectifs de qualité définis dans le troisième SDAGE  du Bassin Adour-Garonne qui couvre la période 2022-2027, approuvé le 10 mars 2022.
La qualité des eaux de baignade et des cours d’eau peut être consultée sur un site dédié géré par les agences de l’eau et l’Agence française pour la biodiversité.

### Climat
Pour des articles plus généraux, voir Climat de la Nouvelle-Aquitaine et Climat de la Dordogne.
Historiquement, la commune est exposée à un climat océanique aquitain.  
En 2020, Météo-France publie une typologie des climats de la France métropolitaine dans laquelle la commune est exposée à un climat océanique altéré et est dans la région climatique  Ouest et nord-ouest du Massif Central, caractérisée par une pluviométrie annuelle de 900 à 1 500 mm, maximale en automne et en hiver.
Pour la période 1971-2000, la température annuelle moyenne est de 13,2 °C, avec  une amplitude thermique annuelle de 15,5 °C. Le cumul annuel moyen de précipitations est de 908 mm, avec 11,5 jours de précipitations en janvier et 6,6 jours en juillet. Pour la période 1991-2020, la température moyenne annuelle observée sur la station météorologique la plus proche, située sur la commune de Gourdon à 11 km à vol d'oiseau, est de 13,1 °C et le cumul annuel moyen de précipitations est de 823,0 mm,. Pour l'avenir, les paramètres climatiques de la commune estimés pour 2050 selon différents scénarios d’émission de gaz à effet de serre sont consultables sur un site dédié publié par Météo-France en novembre 2022.

### Milieux naturels et biodiversité

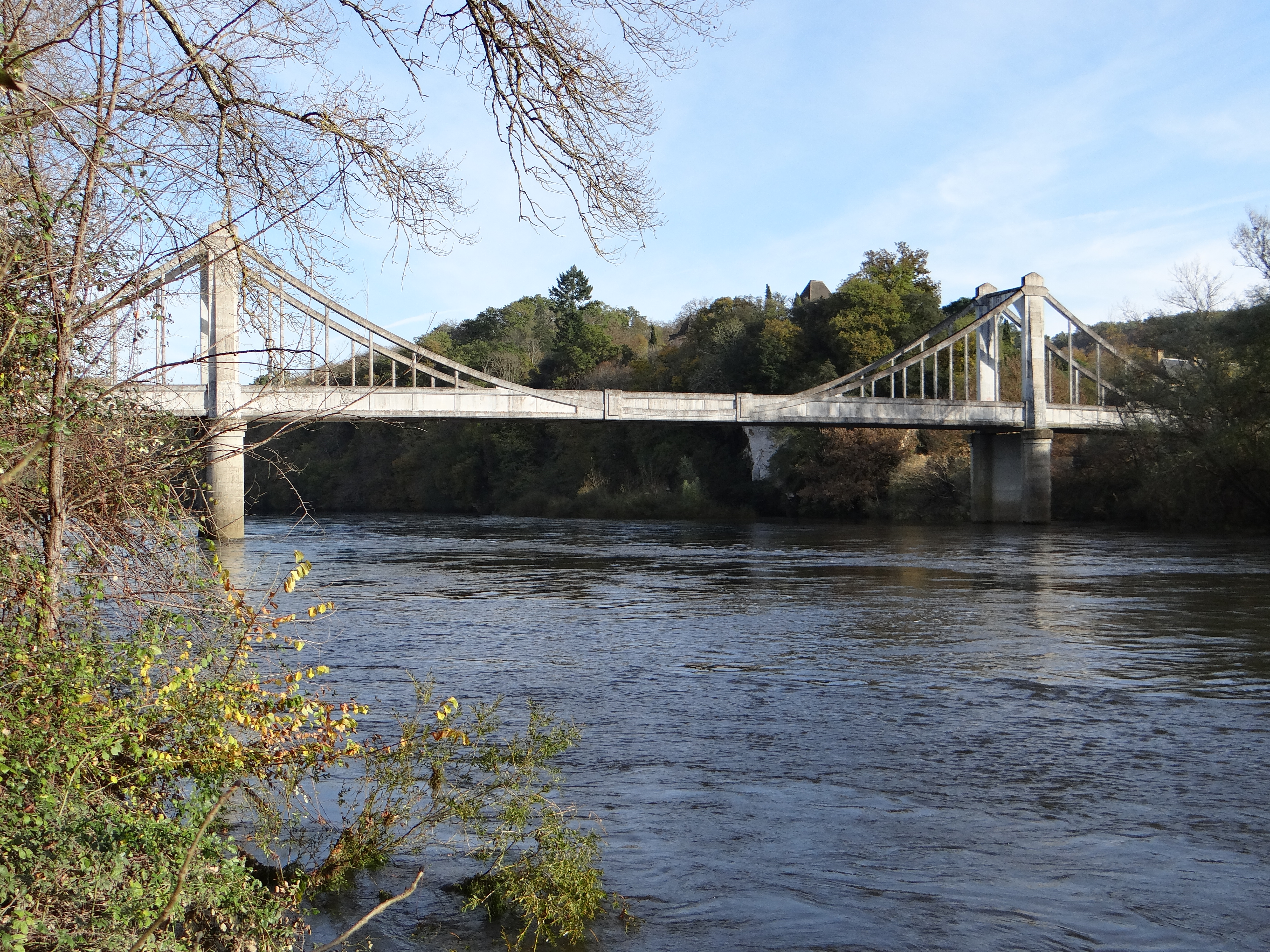
La Dordogne au pont routier de Groléjac.

#### Natura 2000
La Dordogne est un site du réseau Natura 2000 limité aux départements de la Dordogne et de la Gironde, et qui concerne les 104 communes riveraines de la Dordogne, dont Groléjac,. Seize espèces animales et une espèce végétale inscrites à l'annexe II de la directive 92/43/CEE de l'Union européenne y ont été répertoriées.

#### ZNIEFF
Groléjac fait partie des 102 communes concernées par la zone naturelle d'intérêt écologique, faunistique et floristique (ZNIEFF) de type II « La Dordogne »,, dans laquelle ont été répertoriées huit espèces animales déterminantes et cinquante-sept espèces végétales déterminantes, ainsi que quarante-trois autres espèces animales et trente-neuf autres espèces végétales.

#### Réserve naturelle régionale
Le marais de Groléjac couvre une superficie de quinze hectares (pour une surface communale totale de 1 228 ha). L’administration locale et la gestion de la réserve sont assurées par la commune.
Le marais neutroalcalin abrite une faune et une flore remarquable, amphibiens, reptiles, papillons, libellules, orchidées. Un grand nombre d'oiseaux s'y trouve,,.
En 2008, l’ancienne communauté de communes du canton de Domme a installé un parcours pédagogique de 1,6 km,. Il permet de découvrir une zone humide, riche d’une faune et d’une flore spécifiques aux rives de la Germaine, qui alimente l’étang de Groléjac. Ce chemin se situe dans la réserve naturelle régionale du Marais de Groléjac, l'une des cinq « Réserves nationales régionales » d’Aquitaine, qui a vu le jour en 2002. En amont du plan d’eau, la réserve présente un patrimoine biologique remarquable, avec des espèces végétales protégées. L’été, il est possible de louer une barque et de naviguer sur les chenaux. Un guide naturaliste peut même accompagner les visiteurs.

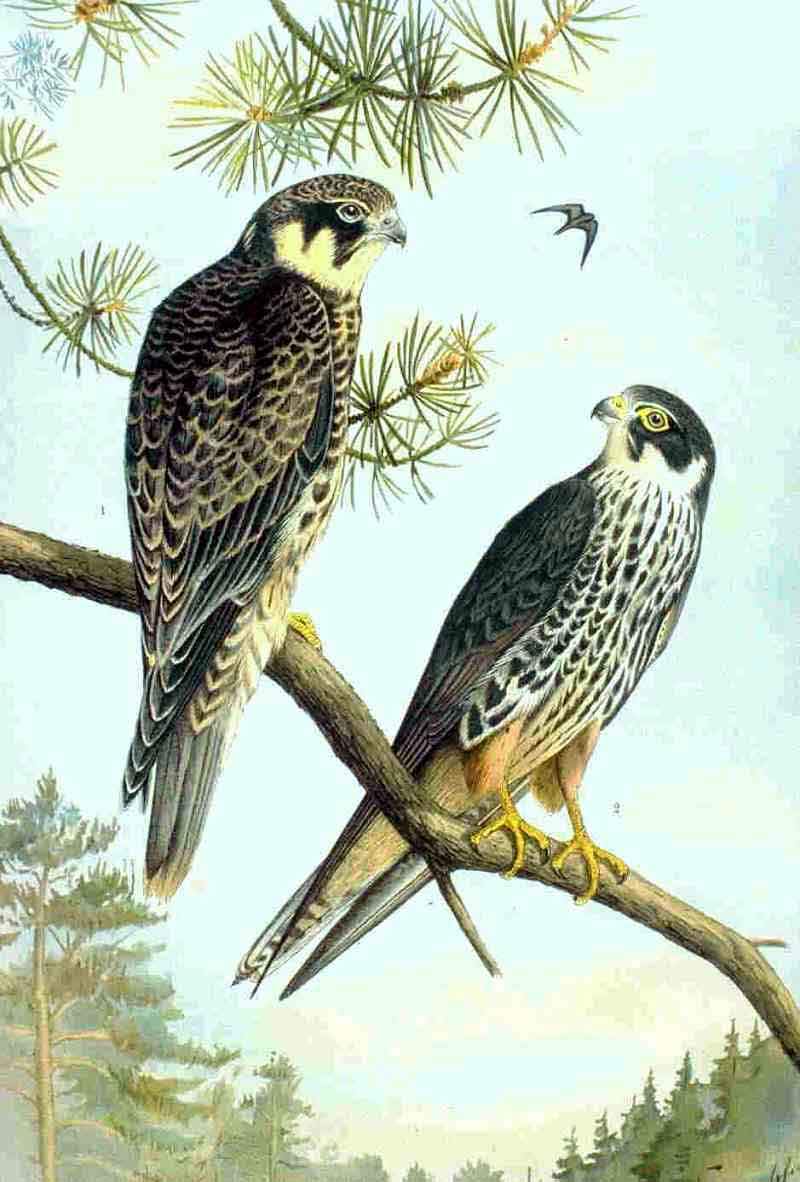
Faucon hobereau.
Tuberaria guttata.
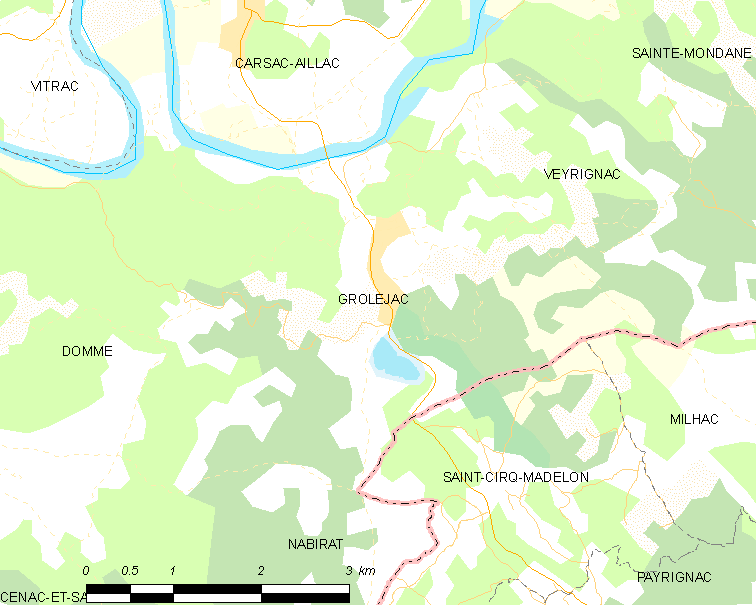
La région du marais.
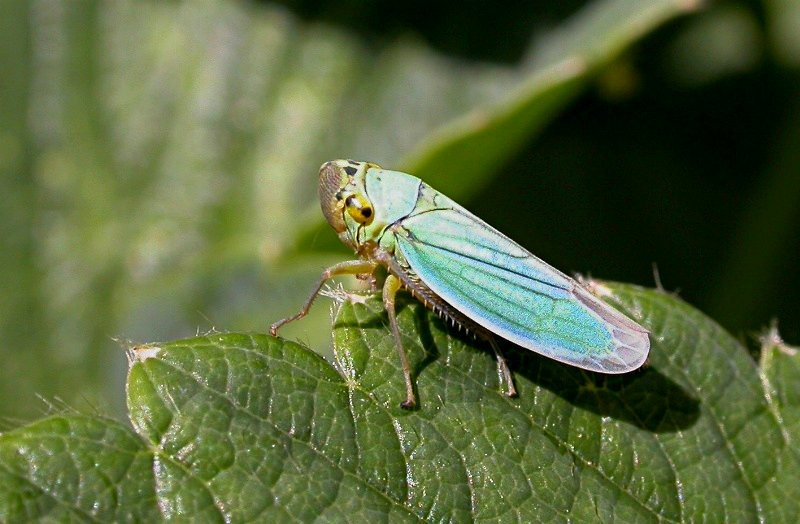
Cicadella viridis.
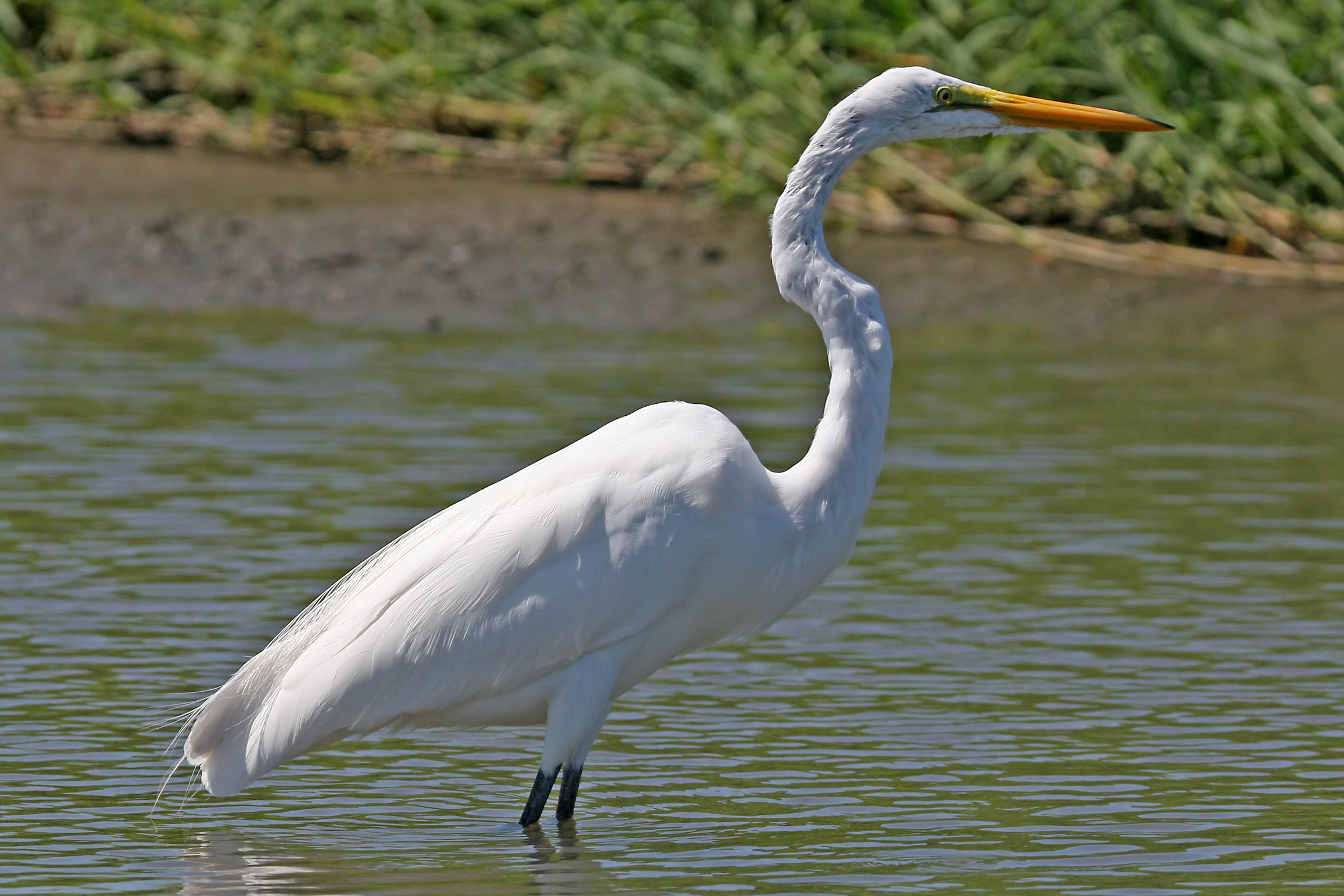
Grande Aigrette.

## Urbanisme

### Typologie
Au 1er janvier 2024, Groléjac est catégorisée commune rurale à habitat dispersé, selon la nouvelle grille communale de densité à 7 niveaux définie par l'Insee en 2022.
Elle est située hors unité urbaine. Par ailleurs la commune fait partie de l'aire d'attraction de Sarlat-la-Canéda, dont elle est une commune de la couronne,. Cette aire, qui regroupe 45 communes, est catégorisée dans les aires de moins de 50 000 habitants,.

### Occupation des sols
L'occupation des sols de la commune, telle qu'elle ressort de la base de données européenne d’occupation biophysique des sols Corine Land Cover (CLC), est marquée par l'importance des forêts et milieux semi-naturels (52,8 % en 2018), en diminution par rapport à 1990 (55,1 %). La répartition détaillée en 2018 est la suivante : 
forêts (52,8 %), zones agricoles hétérogènes (35,9 %), terres arables (3,6 %), eaux continentales (3,5 %), zones urbanisées (2,5 %), prairies (1,7 %). L'évolution de l’occupation des sols de la commune et de ses infrastructures peut être observée sur les différentes représentations cartographiques du territoire : la carte de Cassini (XVIIIe siècle), la carte d'état-major (1820-1866) et les cartes ou photos aériennes de l'IGN pour la période actuelle (1950 à aujourd'hui).

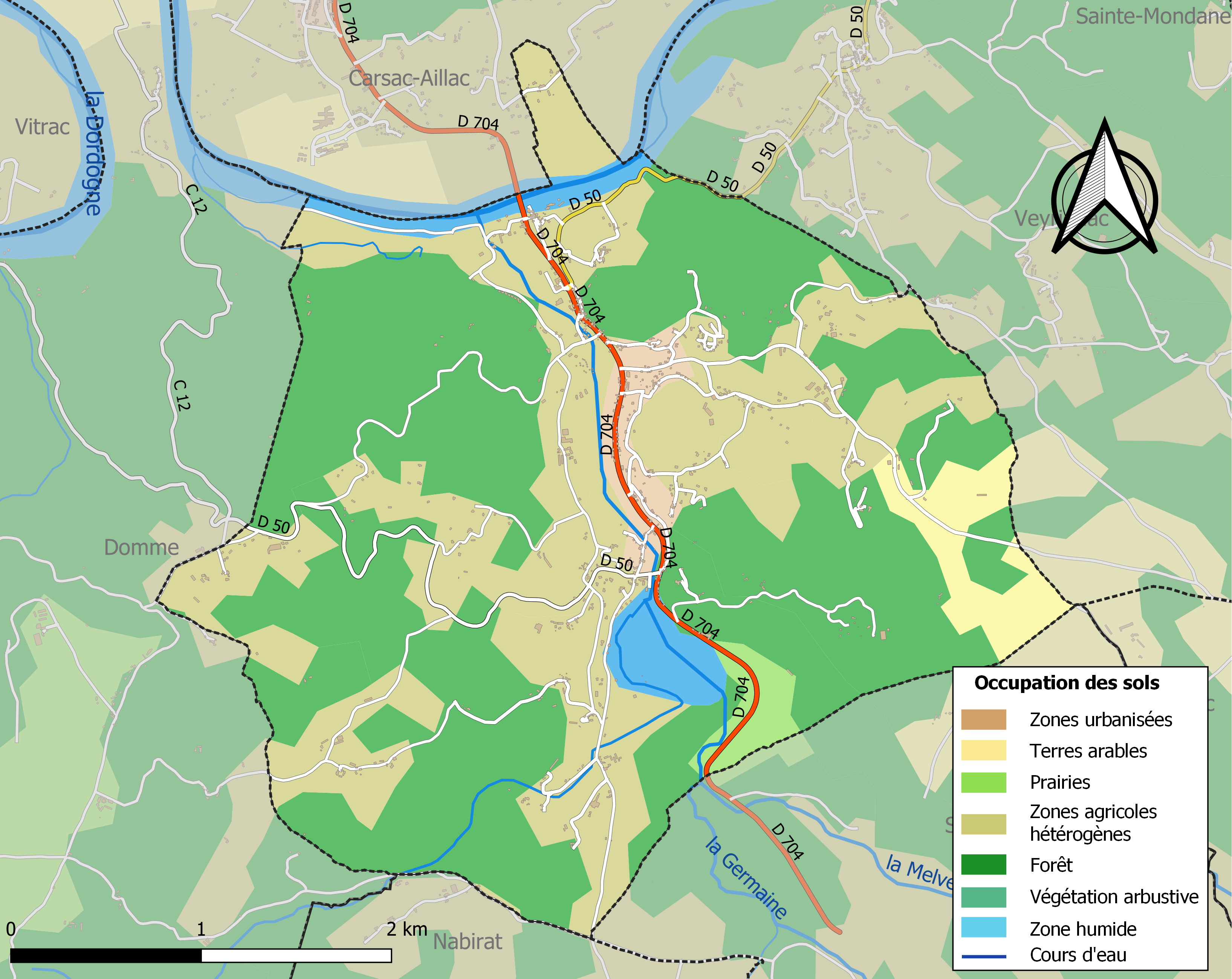
Carte des infrastructures et de l'occupation des sols de la commune en 2018 (CLC).

### Prévention des risques
Le territoire de la commune de Groléjac est vulnérable à différents aléas naturels : météorologiques (tempête, orage, neige, grand froid, canicule ou sécheresse), inondations, feux de forêts, mouvements de terrains et séisme (sismicité très faible). Il est également exposé à un risque technologique, la rupture d'un barrage. Un site publié par le BRGM permet d'évaluer simplement et rapidement les risques d'un bien localisé soit par son adresse soit par le numéro de sa parcelle.

#### Risques naturels
Certaines parties du territoire communal sont susceptibles d’être affectées par le risque d’inondation par débordement de cours d'eau, notamment la Dordogne et le ruisseau la Germaine. La commune a été reconnue en état de catastrophe naturelle au titre des dommages causés par les inondations et coulées de boue survenues en 1982, 1993, 1996 et 1999,. Le risque inondation est pris en compte dans l'aménagement du territoire de la commune par le biais du plan de prévention des risques inondation (PPRI) de la « vallée de la Dordogne amont »  approuvé le 15 avril 2011, pour les crues de la Dordogne,.
Groléjac est exposée au risque de feu de forêt. L’arrêté préfectoral du 14 mars 2013 fixe les conditions de pratique des incinérations et de brûlage dans un objectif de réduire le risque de départs d’incendie. À ce titre, des périodes sont déterminées : interdiction totale du 15 février au 15 mai et du 15 juin au 15 octobre, utilisation réglementée du 16 mai au 14 juin et du 16 octobre au 14 février. En septembre 2020, un plan inter-départemental de protection des forêts contre les incendies (PidPFCI) a été adopté pour la période 2019-2029,.

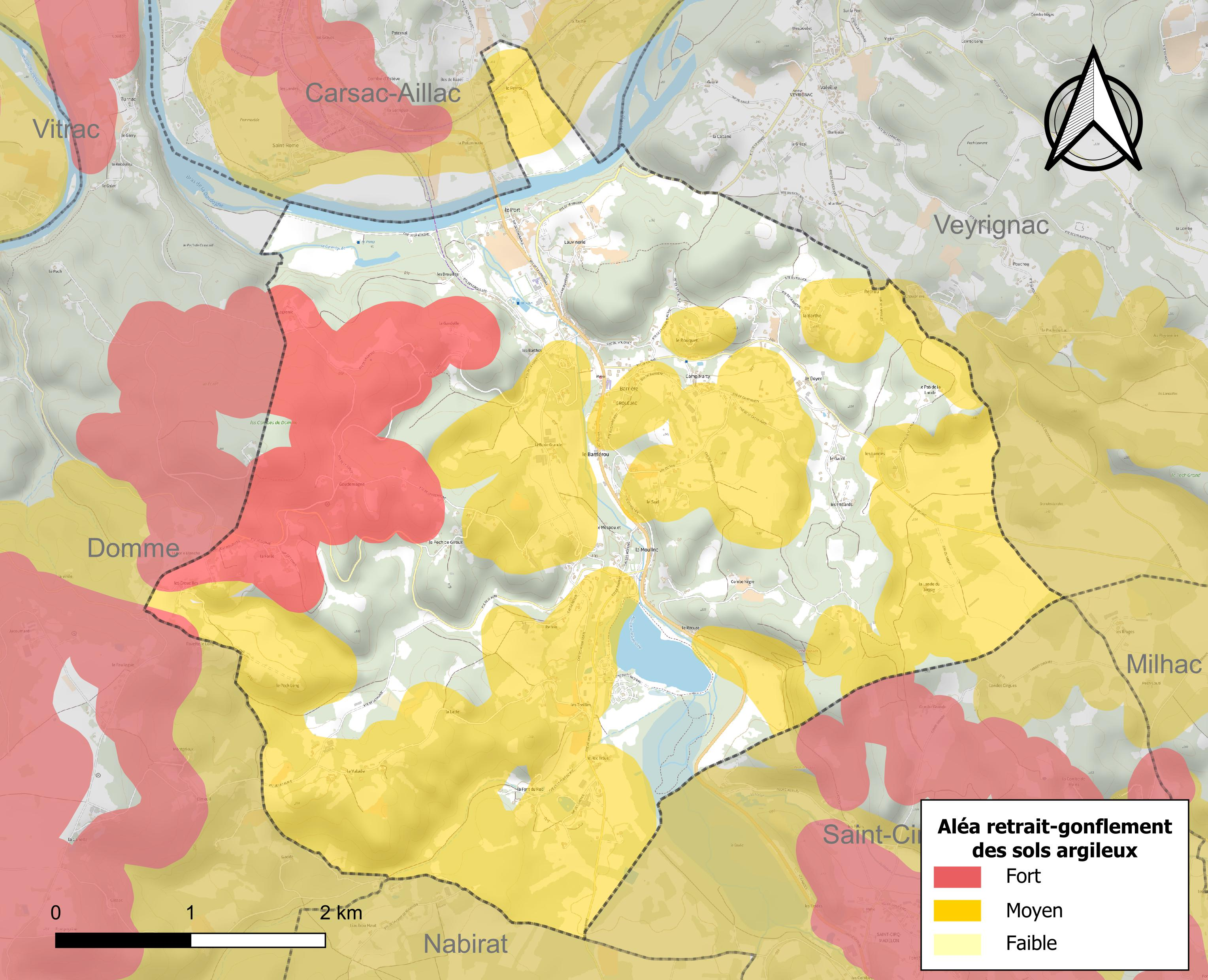
Carte des zones d'aléa retrait-gonflement des sols argileux de Groléjac.

Les mouvements de terrains susceptibles de se produire sur la commune sont des tassements différentiels. Le retrait-gonflement des sols argileux est susceptible d'engendrer des dommages importants aux bâtiments en cas d’alternance de périodes de sécheresse et de pluie. 59,8 % de la superficie communale est en aléa moyen ou fort (58,6 % au niveau départemental et 48,5 % au niveau national métropolitain). Depuis le 1er octobre 2020, en application de la loi ÉLAN, différentes contraintes s'imposent aux vendeurs, maîtres d'ouvrages ou constructeurs de biens situés dans une zone classée en aléa moyen ou fort,.
La commune a été reconnue en état de catastrophe naturelle au titre des dommages causés par des mouvements de terrain en 1999.

#### Risque technologique
La commune est en outre située en aval du barrage de Bort-les-Orgues, un ouvrage de classe A situé dans le département de la Corrèze et faisant l'objet d'un PPI depuis 2009. À ce titre elle est susceptible d’être touchée par l’onde de submersion consécutive à la rupture de cet ouvrage.

## Toponymie
La première attestation du toponyme apparaît en 1152 sous la forme Gaulegac. La forme latinisée en 1283 est Gaulejacum qui est citée sous la forme Gaulejac en 1640. Le nom de la commune ne devient Grolegeac ou Graulejac qu'au XVIIIe siècle.
En occitan, la commune porte le nom de Graulejac.

## Histoire
Groléjac porte le nom de Gaulejac jusqu'au XVIIIe siècle.
La seigneurie de Gaulejac est acquise par la famille de Salignac en même temps que Fénelon. Elle est donnée à Annet de Salignac, fils d'Hélie II de Salignac de La Mothe-Fénelon. Il s'est marié en 1550 à Anne de Mensignac, demoiselle de La Ponsie, et a été à la naissance de la branche cadette de la Ponsie dont le fief est situé à Saint-Jean-d'Estissac.
En février 1652, pendant la Fronde, le régiment de Marchin occupe Gaulejac et peut-être les terres voisines de Fénelon. À la fin de décembre, Marchin commence le siège de Sarlat qui capitule le 1er janvier 1653.
Le 8 juin 1944, la commune subit la répression du Régiment SS Der Führer appartenant à la division Das Reich, commandée ce jour-là par le Sturmbannführer Adolf Diekmann, en route vers la Normandie. Sur la RD 704, à l'entrée du village de Groléjac, un monument commémore les affrontements sanglants entre les résistants et la division SS.

## Politique et administration

### Administration municipale
La population de la commune étant comprise entre 500 et 1 499 habitants au recensement de 2017, quinze conseillers municipaux ont été élus en 2020,.

### Liste des maires
| Période                                  | Période    | Identité        | Étiquette | Qualité           |
| ---------------------------------------- | ---------- | --------------- | --------- | ----------------- |
| Les données manquantes sont à compléter. |            |                 |           |                   |
|                                          |            |                 |           |                   |
| mars 2001                                | mars 2008  | Jean-Paul Faure |           |                   |
| mars 2008                                | avril 2021 | Gérard Brel     | SE        | Chef d'entreprise |
| juillet 2021                             | En cours   | Bernard Mazet   |           |                   |

## Équipements et services publics

### Justice
Dans le domaine judiciaire, Groléjac relève : 
- du tribunal de proximité de Sarlat-la-Canéda ;
- du tribunal judiciaire, du tribunal pour enfants, du conseil de prud'hommes et du tribunal de commerce de Bergerac ;
- du pôle Nationalité du tribunal judiciaire de Périgueux (compétent uniquement dans le domaine de la nationalité) ;
- de la cour d'appel et de la  cour administrative d'appel de Bordeaux.

## Population et société

### Démographie
Les habitants de Groléjac se nomment les Groléjacois.
L'évolution du nombre d'habitants est connue à travers les recensements de la population effectués dans la commune depuis 1793. Pour les communes de moins de 10 000 habitants, une enquête de recensement portant sur toute la population est réalisée tous les cinq ans, les populations de référence des années intermédiaires étant quant à elles estimées par interpolation ou extrapolation. Pour la commune, le premier recensement exhaustif entrant dans le cadre du nouveau dispositif a été réalisé en 2007.

En 2022, la commune comptait 675 habitants, en évolution de +4,01 % par rapport à 2016 (Dordogne : +0,37 %, France hors Mayotte : +2,11 %).
| 1793 | 1800 | 1806 | 1821 | 1831 | 1836 | 1841 | 1846 | 1851 |
| ---- | ---- | ---- | ---- | ---- | ---- | ---- | ---- | ---- |
| 619  | 514  | 609  | 570  | 583  | 634  | 673  | 773  | 806  |

| 1856 | 1861 | 1866 | 1872 | 1876 | 1881 | 1886 | 1891 | 1896 |
| ---- | ---- | ---- | ---- | ---- | ---- | ---- | ---- | ---- |
| 808  | 786  | 863  | 812  | 766  | 835  | 765  | 732  | 735  |

| 1901 | 1906 | 1911 | 1921 | 1926 | 1931 | 1936 | 1946 | 1954 |
| ---- | ---- | ---- | ---- | ---- | ---- | ---- | ---- | ---- |
| 757  | 697  | 726  | 621  | 598  | 617  | 589  | 609  | 546  |

| 1962 | 1968 | 1975 | 1982 | 1990 | 1999 | 2006 | 2007 | 2012 |
| ---- | ---- | ---- | ---- | ---- | ---- | ---- | ---- | ---- |
| 499  | 484  | 506  | 541  | 545  | 580  | 607  | 610  | 628  |

| 2017 | 2022 | - | - | - | - | - | - | - |
| ---- | ---- | - | - | - | - | - | - | - |
| 654  | 675  | - | - | - | - | - | - | - |

### Manifestations culturelles et festivités
En août, la Fête du lac (23e édition en 2022).

## Économie

### Emploi
En 2015, parmi la population communale comprise entre 15 et 64 ans, les actifs représentent 281 personnes, soit 43,6 % de la population municipale. Le nombre de chômeurs (cinquante-deux) a augmenté par rapport à 2010 (quarante-six) et le taux de chômage de cette population active s'établit à 18,6 %.

### Établissements
Au 31 décembre 2015, la commune compte 75 établissements, dont quarante-sept au niveau des commerces, transports ou services, onze dans la construction, sept relatifs au secteur administratif, à l'enseignement, à la santé ou à l'action sociale, cinq dans l'agriculture, la sylviculture ou la pêche, et cinq dans l'industrie.

## Culture locale et patrimoine

### Lieux et monuments
- L'église Saint-Léger.

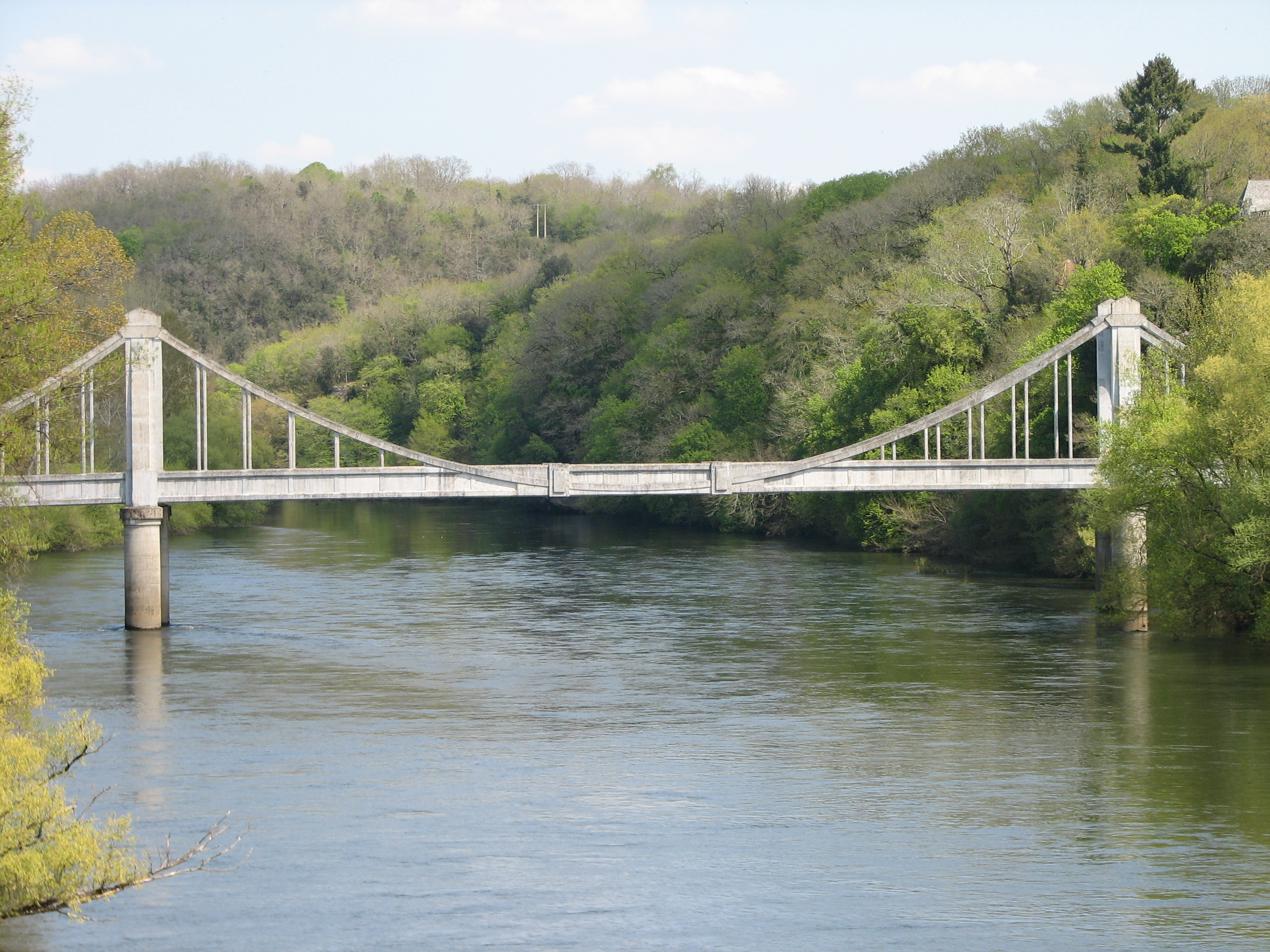
L'ancien pont de Groléjac.

- Remplaçant une passerelle métallique à une seule voie édifiée en 1845, le pont suspendu en béton armé permet à la route départementale 704 de franchir la Dordogne en reliant Groléjac à Carsac-Aillac[80] ; c'est un pont de trois travées (42 m - 70 m - 42 m) conçu par Albert Caquot et construit par l'entreprise Vandewalle, en 1932[81]. Appelé localement le « pont Blanc », il fait l'objet de modifications de structure avec consolidation des piles fin 2022 puis destruction et reconstruction du tablier en 2023-2024[80]. Les travaux ont nécessité sa fermeture en avril 2023[82]. Sa chaussée va passer de 4,85 mètres de large à six mètres et les trottoirs de 0,94 mètre seront élargis à une dimension comprise entre 1,40 mètre et 3,35 mètres, avec création de « balcons » au niveau des piles[83]. Sa réouverture s'effectue à la mi-avril 2024[84].
- Insectorama, à la découverte du monde des insectes[85].

### Personnalités liées à la commune
- Pierre Sarrazin (1854-1931), médecin et homme politique français, il débute sa profession de médecin à Groléjac.

### Héraldique
| Blason de Groléjac | Blason  | D’argent au chevron d’azur accompagné de deux étoiles en chef et d’un lion en pointe, le tout de gueules. |
| Blason de Groléjac | Détails | Le statut officiel du blason reste à déterminer.                                                          |

## Pour approfondir